# 贝尔格 (北部省)
贝尔格（法語：Bergues，法語發音：[bɛʁɡ]）是法国上法蘭西大區北部省的一个市镇，属于敦刻尔克区。2008年法国票房电影《欢迎来到北方》拍摄于此。

## 地理
贝尔格（50°58'7"N, 2°26'3"E）面积1.32 平方千米，位于法国上法蘭西大區北部省，该省份为法国最北部的省份及最长的省份，西北濒北海，西接加来海峡省，南至埃纳省和索姆省，东与比利时接壤。
与贝尔格接壤的市镇（或旧市镇、城区）包括：索克斯、比耶尔讷、瓦米勒、夸迪普尔、泰特盖姆-库德凯尔克村。

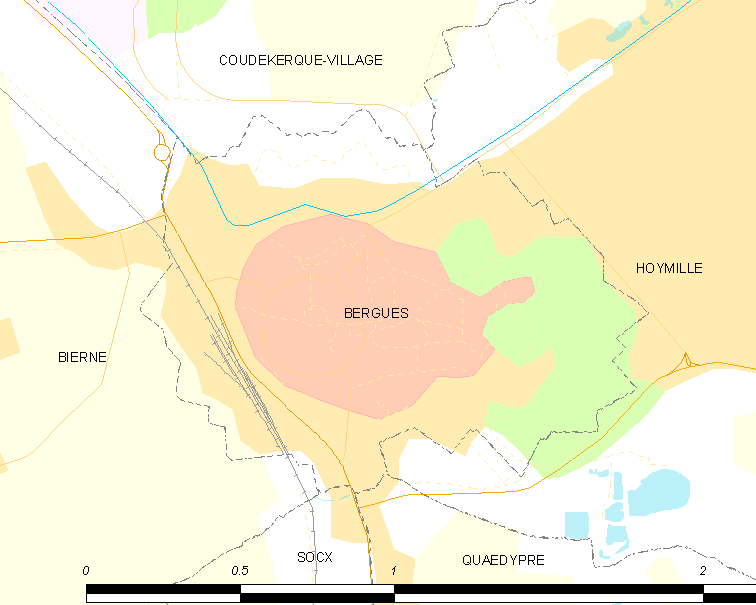
的OSM定位图

贝尔格的时区为UTC+01:00、UTC+02:00（夏令时）。

## 行政
贝尔格的邮政编码为59380，INSEE市镇编码为59067。

## 政治
贝尔格所属的省级选区为库德凯尔克布朗什县。

## 人口

1962-2008年间人口变化图示

贝尔格于2022年1月1日时的人口数量为3543人。